# 1. Kosaken-Kavallerie-Division
La 1. Kosaken-Kavallerie-Division  fu un'unità militare delle forze armate tedesche formata da cosacchi russi che prese parte alla seconda guerra mondiale.
Nel 1945 la divisione fu trasferita nelle Waffen SS, e alla fine della guerra i suoi membri furono nuovamente deportati in Russia.

## Storia militare
La divisione dopo essere stata formata, nell'aprile del 1943 veniva trasferita in  Croazia, dove veniva posta sotto il comando della Seconda Armata Corazzata e fu utilizzata per provvedere alla sicurezza delle retrovie contro i partigiani.
Il 12 ottobre 1943 la divisione di cavalleria cosacca si scontrava con i partigiani jugoslavi tra le montagne di Fruška Gora. Qui conquistarono il villaggio di Beocin dove era il Quartier Generale di quel gruppo di partigiani iugoslavi.
Successivamente la divisione veniva impiegata per proteggere la linea ferroviaria  Zagabria-Belgrado e la valle della Sava.
Alcuni reggimenti della divisione prenderanno parte anche a operazioni anti-partigiani intorno alla linea ferroviaria di Sarajevo.
Prenderà poi parte all'operazione anti-partigiana  Napfkuchen in Croazia nel 1944.

Nel dicembre 1944 la divisione ingaggiava per la prima volta un furioso combattimento con le avanguardie dell'Armata Rossa.
Nel gennaio 1945 la 1ª Divisione Cosacca insieme con la 2ª divisione cosacca veniva trasferita nelle Waffen-SS. Così la 1. SS-Kosaken-Kavallerie-Division entrava a far parte della nuova formazione denominata 15. SS-Kosaken Kavallerie Korps.
Alla fine della guerra, trovandosi in Austria, si arrendeva alle truppe britanniche, ma veniva poi consegnata nelle mani dei sovietici e i suoi soldati trasferiti in URSS.

## Comandanti
| Grado               | Nome                       |
| Lieutenant-General  | (Helmuth von Pannwitz)     |
| Oberst (Colonnello) | (Hans-Joachim von Schultz) |
| Oberst (Colonnello) | (von Baath)                |
| Oberst (Colonnello) | (Alexander von Boesse)     |
| Oberst (Colonnello) | (Konstantin Wagner)        |

## Ordine di battaglia
La 1ª divisione di cavalleria cosacca fu creata il 4 agosto 1943 mettendo insieme il Reggimento cavalleria Platow di von Pannwitz con il Reggimento cavalleria Jungschults.
La 1ª divisione di cavalleria cosacca era composta dalle seguenti unità:.

### 1ª Brigata
(sotto il comando del colonnello Wagner)
- (Don-Kosaken Reiter-Regiment 1)
- (Sibirisches Kosaken-Reiter-Regiment 2)
- (Kuban-Kosaken-Reiter-Regiment 4)
- Battaglione artiglieria Caucaso

### 2ª Brigata
(sotto il comando del colonnello von Schulz)
- (Kuban-Kosaken-Reiter-Regiment 3)
- (Don-Kosaken-Regiment 5)
- (Terek-Kosaken-Regiment 6)
- Battaglione artiglieria Caucaso

### Truppe ausiliarie
- 55 Battaglione ricognizione
- 55 Reggimento artiglieria
- 55 Battaglione genio
- 55 Battaglione trasmissioni
- 55 Sezione rifornimenti
- 55 Battaglione medico

La divisione aveva una forza totale di 13.000 cosacchi e 4.500 tedeschi.